# (35433) 1998 BP9
1998 BP9 (asteroide 35433) é um asteroide da cintura principal. Possui uma excentricidade de 0.04278640 e uma inclinação de 2.43395º.
Este asteroide foi descoberto no dia 22 de janeiro de 1998 por Spacewatch em Kitt Peak.